# Вознесенское (Казань)
Вознесенское (тат. Вәзнәсән), так же Вознесение (тат. Вазнисински, Waznisinski) — бывшее село, в настоящее время — посёлок (жилой массив) в Советском районе Казани.

## География
Вознесенское расположено в южной части Советского района. Южнее расположены поселки Привольный и Восточный, западнее — микрорайоны Азино-1 и Азино-2, севернее — Самосырово.

## История
Основано во второй половине XVI века.
В 1740 году в Вознесенском была построена церковь, а в 1880 году открыта земская школа. В начале XX века к приходу села Вознесенского относились деревни Кабачищи и Самосырово Кощаковской волости и деревни Салмачи, Большие и Малые Клыки Воскресенской волости. В земской школе на 1905 год обучались 22 мальчика и 18 девочек. Жители села занимались огородничеством, пчеловодством, кузнечным промыслом; некоторые жители уходили на заработки в Казань.
С середины XIX века до 1924 года село Вознесенское входило в Кощаковскую волость Казанского уезда Казанской губернии (с 1920 года — Арского кантона Татарской АССР). С 1924 года в составе Воскресенской волости Арского кантона Татарской АССР. После введения районного деления в Татарской АССР в составе Воскресенского (Казанского, 1927—1938), Столбищенского (1938—1959), Высокогорского (1958—1963, 1965—1998) и Пестречинского (1963—1965) районов. На низшем административном уровне Вознесенское входило в Вознесенский (1918—1932), Салмачинский (1932—1965) и Константиновский (1965—1998) сельсоветы. В 1998 году присоединён к Советскому району Казани.

## Население
| 1897 | 1914 | 1989 |
| ---- | ---- | ---- |
| 614  | ↗867 | ↘270 |

## Улицы
- Амет-Хана Султана
- Аргамак
- Армут переулок
- Баланлык переулок
- Бастионная
- Батырлык
- Бахтизина
- Бишек
- Боковой переулок
- Вениамина Григорьева
- Верная
- Вишневая
- Вознесенская
- Гаилэ переулок
- Гали Динмухаметова
- Грачиная
- Дивизионная
- Дивный переулок
- Дмитрия Менделеева
- Добротная
- Дубравная
- Дуслар
- Дэртле
- Загадочный переулок
- Заречная
- Зарничная
- Ивана Кабушкина
- Иман
- Иман переулок
- Иркен
- Камская
- Кардашлек
- Кардашлек переулок
- Карлыгач
- Лавровый переулок
- Луговая
- Миляшле
- Назлы
- Наклонная
- Нардуган
- Ноксинский переулок
- Ноксинский 1-й переулок
- Ноксинский 2-й переулок
- Ноксинский 3-й переулок
- Ноксинский 4-й переулок
- Ноксинский 5-й переулок
- Ноксинский 6-й переулок
- Обновления
- Парканат
- Полевая
- Полевая 2-я
- Праздничный переулок
- Профсоюзная
- Радужная
- Рассветная
- Связная
- Снайперская
- Старательный переулок
- Таныш
- Ташлык переулок
- Тоташ переулок
- Тружеников переулок
- Тузганак
- Туманная
- Туры
- Цветочная
- Центральная
- Чебаксинская
- Черемуховая
- Черемшановая
- Шмелиная
- Экият переулок
- Якташлар
- Ялан переулок
- Яфраклы